# L'Isle-Jourdain (Vienne)
L'Isle-Jourdain is een gemeente in het Franse departement Vienne (regio Nouvelle-Aquitaine) en telt 1287 inwoners (1999). De plaats maakt deel uit van het arrondissement Montmorillon.

## Geografie
De oppervlakte van L'Isle-Jourdain bedraagt 5,9 km², de bevolkingsdichtheid is 218,1 inwoners per km².
De onderstaande kaart toont de ligging van L'Isle-Jourdain (Vienne) met de belangrijkste infrastructuur en aangrenzende gemeenten.

## Demografie
Onderstaande figuur toont het verloop van het inwonertal (bron: INSEE-tellingen).